# Século XIII

O século XIII foi o século que durou de 1 de janeiro de 1201 a 31 de dezembro de 1300.
O Império Mongol foi fundado por Gengis Khan, que se estendia da Ásia Oriental à Europa Oriental. As conquistas de Hulagu Khan e outras invasões mongóis mudaram o curso do mundo islâmico, mais notavelmente o Cerco de Bagdá (1258), a destruição da Casa da Sabedoria e o enfraquecimento do Sultanato Mameluco do Cairo (Egito) e do Sultanato de Rum que, segundo historiadores, causaram o declínio da Era de Ouro Islâmica. Outras potências muçulmanas, como o Império do Mali e o Sultanato de Delhi, conquistaram grandes partes da África Ocidental e do subcontinente indiano, enquanto o budismo testemunhou um declínio. Na história da cultura europeia, este período é considerado parte da Alta Idade Média. Na América do Norte, de acordo com algumas estimativas populacionais, a população de Cahokia (cidade pré-columbiana nos atuais Estados Unidos) cresceu para igual ou maior que a população de Londres do século XIII.  No Peru, começa o Curacazgo de Cuzco. O Império de Canem no que hoje é o Chade atinge seu ápice. É fundada a dinastia salomônica na Etiópia e o Reino do Zimbábue. Na história das civilizações maias, o século XIII marca o início do período pós-clássico tardio. Na periodização do Peru pré-colombiano, o século XIII faz parte do período intermediário tardio.

## Décadas
Década de 1200 | Década de 1210 | Década de 1220 | Década de 1230 | Década de 1240 | Década de 1250 | Década de 1260 | Década de 1270 | Década de 1280 | Década de 1290

## Anos
1201 | 1202 | 1203 | 1204 | 1205 | 1206 | 1207 | 1208 | 1209 | 1210
1211 | 1212 | 1213 | 1214 | 1215 | 1216 | 1217 | 1218 | 1219 | 1220
1221 | 1222 | 1223 | 1224 | 1225 | 1226 | 1227 | 1228 | 1229 | 1230
1231 | 1232 | 1233 | 1234 | 1235 | 1236 | 1237 | 1238 | 1239 | 1240
1241 | 1242 | 1243 | 1244 | 1245 | 1246 | 1247 | 1248 | 1249 | 1250
1251 | 1252 | 1253 | 1254 | 1255 | 1256 | 1257 | 1258 | 1259 | 1260
1261 | 1262 | 1263 | 1264 | 1265 | 1266 | 1267 | 1268 | 1269 | 1270
1271 | 1272 | 1273 | 1274 | 1275 | 1276 | 1277 | 1278 | 1279 | 1280
1281 | 1282 | 1283 | 1284 | 1285 | 1286 | 1287 | 1288 | 1289 | 1290
1291 | 1292 | 1293 | 1294 | 1295 | 1296 | 1297 | 1298 | 1299 | 1300